# Hjalmar Fellman
Arvid Hjalmar Fellman, född 29 september 1871 i Helsingfors, död 21 december 1950 i Helsingfors, var en finsk friidrottare. Han var Finlands första världsrekordhållare i spjutkast. Han var kemist till yrket. 
Hjalmar Fellman var en mångsidig friidrottare. Han vann Helsingfors friidrottsspel i femkamp fem gånger i rad 1890-94. Femkampen bestod av grenarna spjutkastning, kulstötning, höjdhopp, längdhopp och löpning 150 meter. Kast gjordes på den tiden med båda händerna (dock icke på samma gång utan resultaten för höger och vänster hand adderades, en särskild gren var "bästa hand") och hoppen på båda benen. Mest känd är han dock för sitt världsrekord i spjutkast från 27 september 1890, då han i Helsingfors kastade han 38,96 meter och blev därmed Finlands första världsrekordhållare i spjutkast.
Hjalmar Fellman studerade till farmaceut vid universitetet i Berlin. Han arbetade som apotekare i Lahtis 1903-12 och i Tammerfors från 1918 och framåt. Fellman byggde 1912 ett varuhus i Lahtis, som avvecklades 1955. Han var ledamot av Lahtis stadsfullmäktige och dess ordförande åren 1909-12.